# 1. CISM Militär-Fußball-Weltmeisterschaft der Frauen
Das 1. Turnier um die CISM Militär-Fußball-Weltmeisterschaft der Frauen wurde vom 25. bis zum 29. Mai 2001 in drei Städten der Niederlande ausgetragen. Es nahmen vier Mannschaften teil.

## 1. Runde
| Pl. | Land        | Sp. | S | U | N | Tore    | Diff. | Punkte |
| --- | ----------- | --- | - | - | - | ------- | ----- | ------ |
| 1.  | Deutschland | 3   | 1 | 2 | 0 | 005:200 | +3    | 05     |
| 2.  | Niederlande | 3   | 1 | 2 | 0 | 004:100 | +3    | 05     |
| 3.  | England     | 3   | 0 | 2 | 1 | 003:600 | −3    | 02     |
| 4.  | Kanada      | 3   | 0 | 2 | 1 | 000:300 | −3    | 02     |

|                       |   |         |     |
| 25. Mai 2001 in Zeist |   |         |     |
| Niederlande           | – | England | 0:0 |
| Deutschland           | – | Kanada  | 0:0 |

## 2. Runde
|                           |   |         |     |
| 27. Mai 2001 in Aardewijk |   |         |     |
| Niederlande               | – | England | 0:0 |
| England                   | – | Kanada  | 0:0 |

## 3. Runde
|                        |   |         |     |
| 29. Mai 2001 in Zwolle |   |         |     |
| Niederlande            | – | Kanada  | 3:0 |
| Deutschland            | – | England | 5:2 |